# Helicteres vegae
Helicteres vegae är en malvaväxtart som beskrevs av C.L. Cristóbal. Helicteres vegae ingår i släktet Helicteres och familjen malvaväxter. Inga underarter finns listade i Catalogue of Life.